# Изяслав Ярославич (князь шумский)
Изяслав Ярославич (1174/1177 — февраль 1196) — волынский князь, сын Ярослава Изяславича, правнук Мстислава Великого. Возможно был князем Шумским.

## Биография
По мнению польского историка Д. Домбровского, Изяслав был младшим из четырёх сыновей луцкого князя Ярослава Изяславича. Данная гипотеза основана на том, что в летописях Изяслав назван «меншии [Ярославич]», однако существуют и другие мнения о его старшинстве. Ю. Форссман и Д. Швенике помещают Изяслава на втором месте по старшинству, Л. Войтович — на третьем. Точный год рождения Изяслава неизвестен, Домбровский предполагает, что тот мог родиться между 1174 и началом 1177 годов. При этом неизвестно, было ли у Изяслава крестильное имя.
В летописях Изяслав упоминается один раз. Киевская летопись в статье под 6703 годом указывает, что «Тое же зимъı престависѧ кн҃зь Изѧславъ Ӕрославичь меншии мс̑ца февралѧ и положиша тѣло его во ст҃мь Феѡдорѣ близъ ѡтнѧ гроба». Этот князь идентифицируется с сыном Ярослава Изяславича. В историографии существуют два возможных года смерти Изяслава. Л. Войтович, вслед за М. Грушевским, указывает, что Изяслав умер в феврале 1195 года. Однако в русской историографии превалирует мнение Н. Г. Бережкова, который обоснованно предположил, что речь идёт о феврале 1196 года. В. Н. Татищев во второй части «Истории Российской» приводил дату 10 февраля, однако современные исследователи неоднократно высказывали сомнения в достоверности подобных сведений Татищева.
В летописях не упоминается, каким уделом правил Изяслав. Его отец умер в 1180 году, после чего Изяслав получил часть его владений. Л. Войтович предположил, что Изяслав мог править Шумским княжеством — уделом с центром в Шумске на Волыни.
Изяслав был погребён в родовой усыпальнице Мстиславичей — киевской церкви святого Феодора.
Летописи не упоминают о том, был ли Изяслав женат и имел ли он детей. Однако исключать возможность того, что он мог иметь потомство, нельзя, поскольку он умер в том возрасте, в котором мог иметь детей.